# نزلة أسمنت
قرية نزلة أسمنت هي إحدى القرى التابعة لمركز أبو قرقاص بمحافظة المنيا في جمهورية مصر العربية. حسب إحصاءات سنة 2006، بلغ إجمالي السكان في نزلة أسمنت 6778 نسمة، منهم 3174 رجلا و3604 امرأة.